# Loison
Loison é uma comuna francesa na região administrativa de Grande Leste, no departamento de Meuse. Estende-se por uma área de 14,17 km². Em 2010 a comuna tinha 123 habitantes (densidade: 8,7 hab./km²).